# Riljac
Riljac (en serbe cyrillique : Риљац) est un village de Serbie situé dans la municipalité de Trstenik, district de Rasina. Au recensement de 2011, il comptait 581 habitants.

## Démographie

### Évolution historique de la population
| 1948  | 1953  | 1961  | 1971  | 1981  | 1991 | 2002 | 2011 |
| ----- | ----- | ----- | ----- | ----- | ---- | ---- | ---- |
| 1 069 | 1 071 | 1 093 | 1 107 | 1 067 | 905  | 730  | 581  |

|  |

## Personnalité
Le sculpteur Milija Glišić est né dans le village en 1932.